# Chaetodon lunula
Il pesce farfalla procione (Chaetodon lunula Lacepède, 1802) è un pesce farfalla appartenente alla famiglia dei Chaetodontidae molto apprezzato per la sua grazia e la sua livrea.

## Distribuzione e habitat
Vive principalmente nell'area dell'Indo-Pacifico compresa tra l'Africa Orientale, Ducie, le Hawaii e le Isole Marchesi, in acque con temperatura tra i 24 e i 28 °C, presso la barriera corallina, sulla quale può trovare cibo e rifugio lontano da forti correnti oceaniche.

## Comportamento
Si tratta di un pesce notturno che ama nuotare in coppia o in piccoli gruppi in una fascia compresa tra i 30 metri di profondità e la superficie. Gli esemplari giovani solitamente rimangono nelle vicinanze di costruzioni coralline o massi. Il Chaetodon lunula non è particolarmente aggressivo se non con Balistidae e Scorpionidi.
La sua dieta comprende nudibranchi, spirografi, alghe e numerose specie di coralli. In acquario è stata notata la sua voracità per prede e se ne sconsiglia la convivenza anche se si tratta di esemplari giovani.
Il pesce farfalla lunula, come tutti i Chaetodontidae, è una specie ovipara.

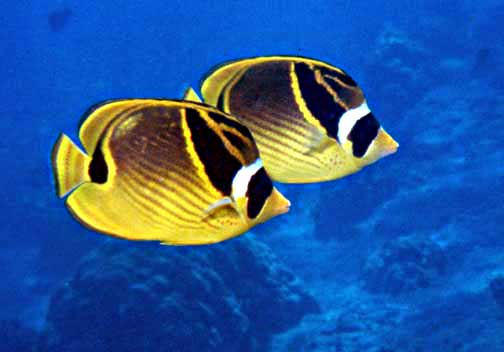
Coppia di Chaetodon lunula presso la Barriera Corallina
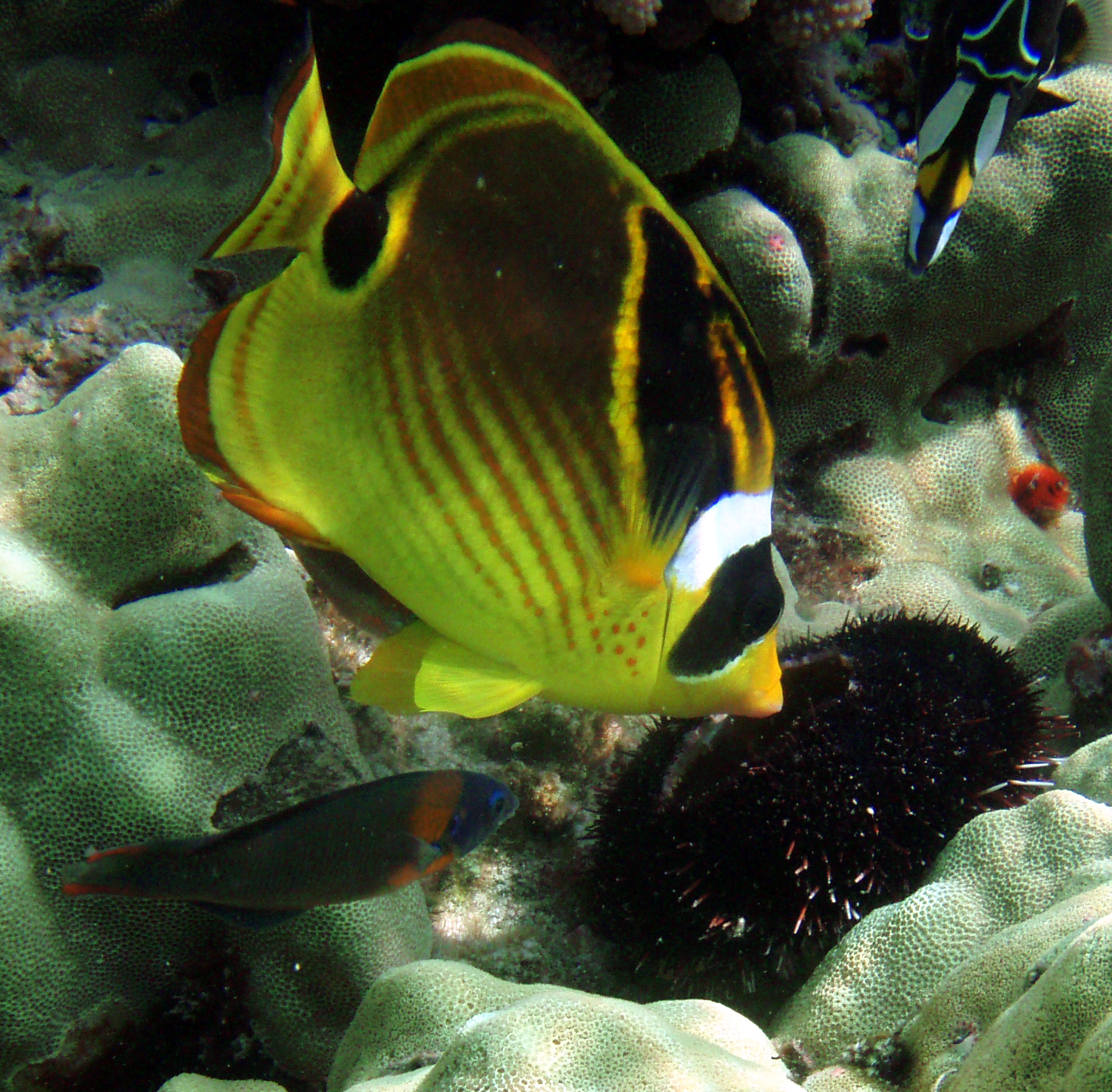
Il Pesce Farfalla mentre si nutre di un riccio marino attorno a Kona, Hawaii